# Renault RE60
Chronologie des modèles (1984)
Renault RE50 Renault R202
La Renault RE60 est une monoplace de Formule 1 engagée par l'écurie française Renault dans le cadre du championnat du monde de Formule 1 1985. Elle succède à la Renault RE50. Une évolution, la RE60B, apparaîtra durant le championnat. Patrick Tambay et Derek Warwick en étaient les pilotes. C'est la première monoplace de Formule 1 équipée d'un boîtier électronique qui permet d'enregistrer la pression des pneumatiques, les températures et le régime moteur.

## Historique
Après huit ans de compétition et une saison 1985 désastreuse, la RE60 marque la dernière saison d'engagement de Renault en Formule 1 avec une écurie châssis/moteur. Si le constructeur français continue à produire des moteurs, il ne reviendra en tant qu'écurie que dix-sept ans plus tard, en 2002, avec la Renault R202.
Pour la première fois depuis sa présence en Formule 1 et en raison du retrait de Michelin, la RE60 dispose de pneumatiques Goodyear.

## Résultats en championnat du monde de Formule 1

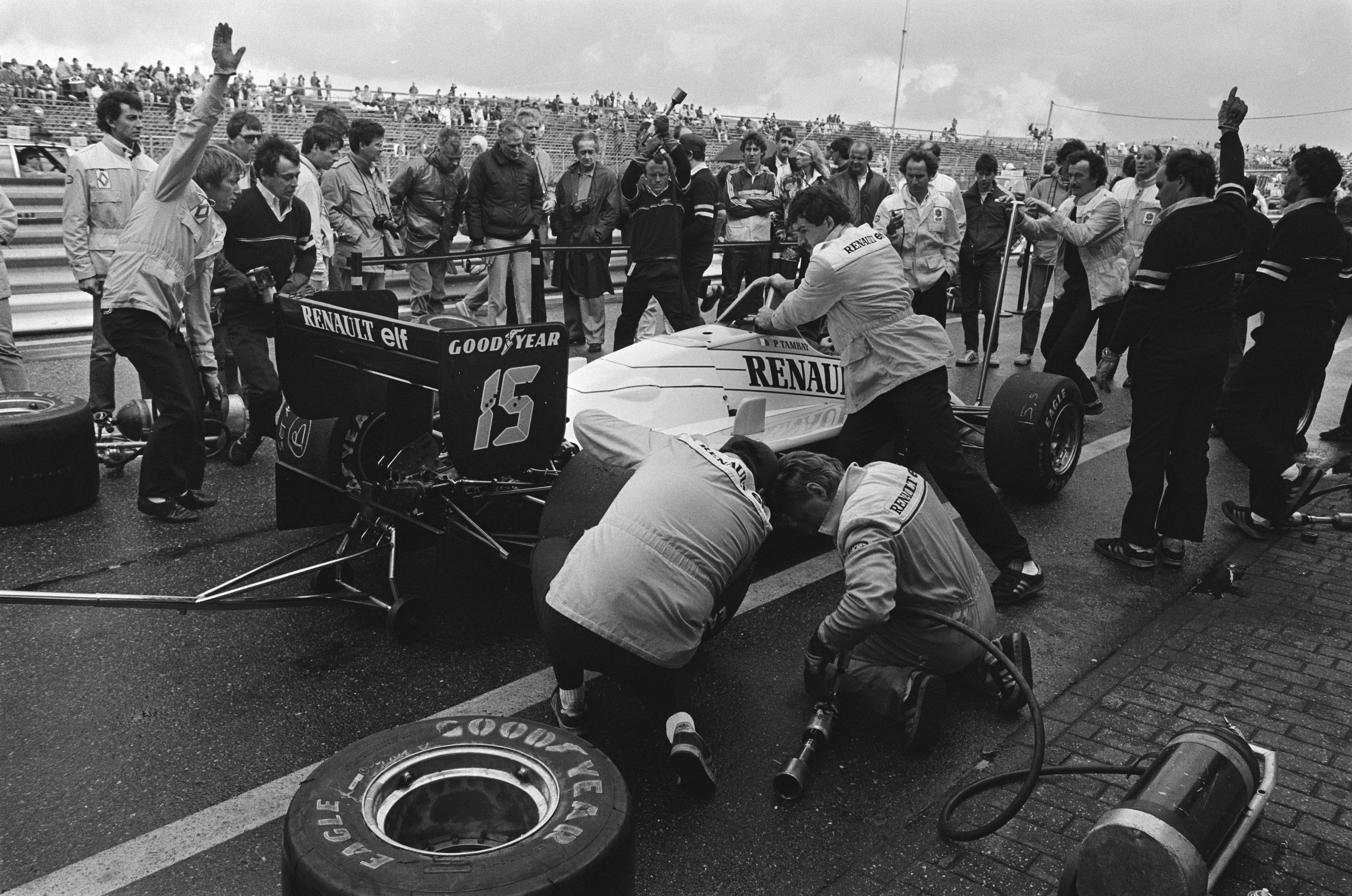
Patrick Tambay sur la Renault RE60, au Grand Prix des Pays-Bas en 1985.

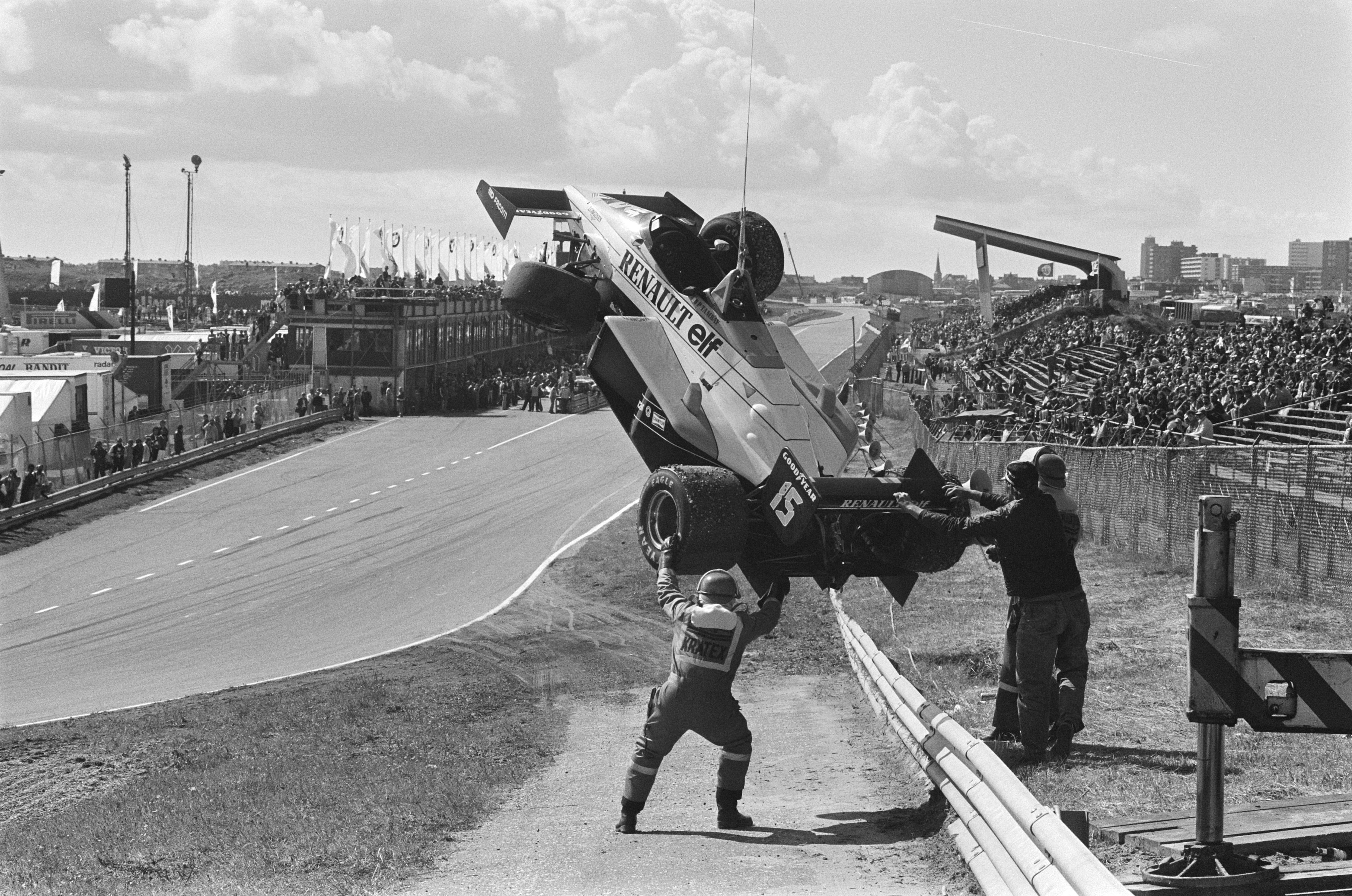
L'évacuation de la Renault RE60 de Tambay au Grand Prix des Pays-Bas en 1985.

| Saison | Écurie             | Moteur          | Pneus    | Pilotes           | Courses | Courses | Courses | Courses | Courses | Courses | Courses | Courses | Courses | Courses | Courses | Courses | Courses | Courses | Courses | Courses | Points inscrits | Classement |
| Saison | Écurie             | Moteur          | Pneus    | Pilotes           | 1       | 2       | 3       | 4       | 5       | 6       | 7       | 8       | 9       | 10      | 11      | 12      | 13      | 14      | 15      | 16      | Points inscrits | Classement |
| ------ | ------------------ | --------------- | -------- | ----------------- | ------- | ------- | ------- | ------- | ------- | ------- | ------- | ------- | ------- | ------- | ------- | ------- | ------- | ------- | ------- | ------- | --------------- | ---------- |
| 1985   | Équipe Renault Elf | Renault EF4B V6 | Goodyear |                   | BRÉ     | POR     | SMR     | MON     | CAN     | DET     | FRA     | GBR     | ALL     | AUT     | P-B     | ITA     | BEL     | EUR     | AFS     | AUS     | 16              | 7e         |
| 1985   | Équipe Renault Elf | Renault EF4B V6 | Goodyear | Patrick Tambay    | 5e      | 3e      | 3e      | Abd     | 7e      | Abd     | 6e      | Abd     | Abd     | 10e     | Abd     | 7e      | Abd     | 12e     |         | Abd     | 16              | 7e         |
| 1985   | Équipe Renault Elf | Renault EF4B V6 | Goodyear | Derek Warwick     | 10e     | 7e      | 10e     | 5e      | Abd     | Abd     | 7e      | 5e      | Abd     | Abd     | Abd     | Abd     | 6e      | Abd     |         | Abd     | 16              | 7e         |
| 1985   | Équipe Renault Elf | Renault EF4B V6 | Goodyear | François Hesnault |         |         |         |         |         |         |         |         | Abd     |         |         |         |         |         |         |         | 16              | 7e         |

Légende : ici 